# Göksun
Pour les articles homonymes, voir Coxon.
Göksun est un chef-lieu de district de la province de Kahramanmaraş.

## Géographie
| 1945  | 1965  | 1975  | 1985   | 1990   | 1997   | 2000   | 2007   | 2009   |
| ----- | ----- | ----- | ------ | ------ | ------ | ------ | ------ | ------ |
| 2 200 | 5 100 | 8 400 | 12 500 | 22 847 | 32 814 | 30 232 | 17 008 | 15 584 |

Le district comptait 90 558 habitants en 2000 pour une superficie de 1 940 km2 soit 46,7 hab./km2
La ville est située dans une large vallée arrosée par la rivière de Göksun (Göksun Çayı) qui est la branche occidentale du cours supérieur du fleuve Ceyhan. Elle est à une altitude de 1 354 m et entourée de montagnes qui dépassent les 2 500 m : Dibek Dağı (2 549 m) au nord-ouest et Işık Dağı (2 935 m, « mont de la lumière ») à 25 km au nord.
La région produit des cultures variées : blé, betteraves, haricots, pois chiches, raisins.
Kahramanmaraş est à 90 km vers le sud, Elbistan à 65 km à l'ouest, Afşin à 48 km sur la route d'Elbistan et Pınarbaşı à 90 km au nord sur la route vers Kayseri.

## Histoire
La région a été habitée dès le chalcolithique, le musée d'archéologie d'Istanbul possède une inscription venant de Göksun datée de 2500 av. J.-C.
Des fouilles ont mis au jour des poteries venant de Mossoul en Irak, ce qui suggère que Göksun était sur les routes commerciales assyriennes.
Avec la conquête de l'Anatolie par Alexandre le Grand, Göksun passe par une période d'hellénisation. Ensuite la région passe sous la domination romaine.
Entre 395 et 1030, la ville est sous la domination byzantine. Comme elle se trouve sur les routes qui mènent de Kayseri à Maraş ou Elbistan et proche de la route de Kayseri à Sis, les byzantins vont y construire une forteresse.
Pendant le règne du calife Omar (634-644), la ville d'Elbistan passe sous la domination arabe.
En 1071, la défaite des Byzantins à Manzikert permet aux Turcs de pénétrer en Anatolie.
En 1097, pendant la première croisade, les croisés sont à Héraclée (Ereğli) (fin aout / début septembre) venant d'Iconium (Konya). Au lieu de prendre la route des portes de Cilicie, l'armée principale des croisés choisit de contourner le massif du Taurus rallongeant leur route de 280 km en passant par Césarée, Tancrède et Bohémond passent par les portes de Cilicie. L'armée principale des croisés arrive à Coxon (Cocussus ou Gogison, c'est-à-dire Göksun), où les habitants arméniens se montrent pas aussi amicaux que ceux de Comana. Les croisés avaient été bien accueillis à Comana parce que leur arrivée avait provoqué la fuite des Danichmendides qui en faisaient le siège. Les croisés y restent trois jours à Coxon pour se ravitailler avant de prendre la direction de Maraş.
En 1105, le sultan seldjoukide de Roum Kılıç Arslan Ier prend Elbistan et Göksun. Après sa mort en 1107, la région est reprise par les croisés.
En 1136, malgré la pression byzantine, le Danichmendide Mehmed Gazi parvient à prendre possession de Göksun en profitant des dissensions entre les Croisés et les Arméniens.
En 1144, le sultan de Roum Masud Ier prend Elbistan. En 1149-1150, il prend les villes de Maraş, Göksun, Behesni, Ayıntab et Dülük (ou Doliché, près de Gaziantep).